# Stelletta tuberculata
Stelletta tuberculata är en svampdjursart som först beskrevs av Carter 1886.  Stelletta tuberculata ingår i släktet Stelletta och familjen Ancorinidae. Inga underarter finns listade i Catalogue of Life.